# La Quadra d'Agulladolç
La Quadra d'Agulladolç (o més aviat Agullàdols) és una entitat de població del municipi de Mediona, a la comarca de l'Alt Penedès.
El llogaret i antigua quadra se situa als turons de Sant Pere Sacarrera, a l'est del terme municipal.
Fins a mitjans del segle xix va formar part del municipi de Sant Quintí de Mediona.

## Comunicacions
La carretera BV-2304 és la via principal que travessa el nucli urbà.